# Рельеф древнеегипетский

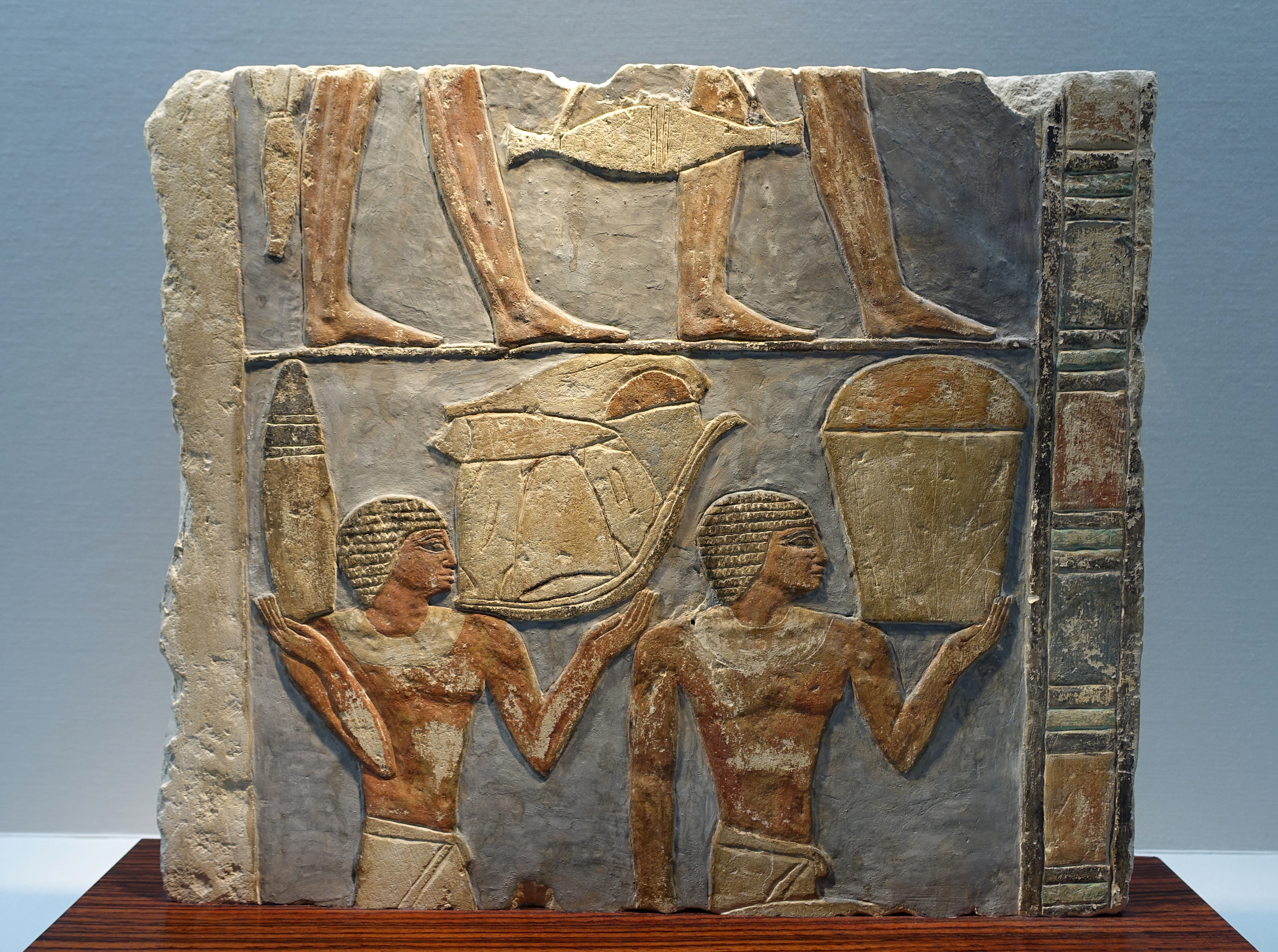
Рельеф, изображающий слуг, Саккара, V - VI династии (ок. 2491-2181 годы до н. э.), Древнее царство; известняк. Художественный музей Мацуока, Токио (Япония)

Рельеф древнеегипетский — характерная область изобразительного искусства Древнего Египта, не терявшая актуальности с начала династического периода и до конца эпохи эллинизма в Египте.

## История
Рельефные изображения встречались с древнейших времён на бытовых и культовых предметах, погребальных стелах, но особенно часто — на стенах храмов и гробниц. При различиях в сюжетах изобразительный принцип остаётся единым и основывается на требованиях древнеегипетского канона.
В художественной истории Египта нередко повествовательное изображение то приближалось к декоративному узору, то обретало черты композиционной свободы и динамики. Рельеф значительно менялся в зависимости от эволюции архитектуры и скульптуры. Ранние образцы его отличает большая жёсткость и угловатость контуров, неравномерность проработки всей плоскости рисунка.
В древнейших рельефах (известны рельефы, восходящие к IV династии) фигура слегка выступает из фона; начиная с XII династии приём выпуклых фигур встречается реже, а с XVIII династии этот вид рельефа почти исчезает, и, как на луксорском обелиске, рельефы делаются уже обычно углубленными. Начиная с XX династии пользуются одинаково обоими видами рельефа. Низкий рельеф менее подвержен разрушению и лучше противостоит действию времени.

В настоящее время известен ряд значительно более ранних рельефов, предшествующих искусству периода IV династии. Например, шиферная таблетка с рельефным изображением зверей (Оксфордского музея) датируется примерно началом I династии. К той же династии относится известный рельеф Нармера Каирского музея, там же рельеф Хесира — III династии и др. Рельефы техники en creux[уточнить] встречаются уже в искусстве периода Древнего царства.

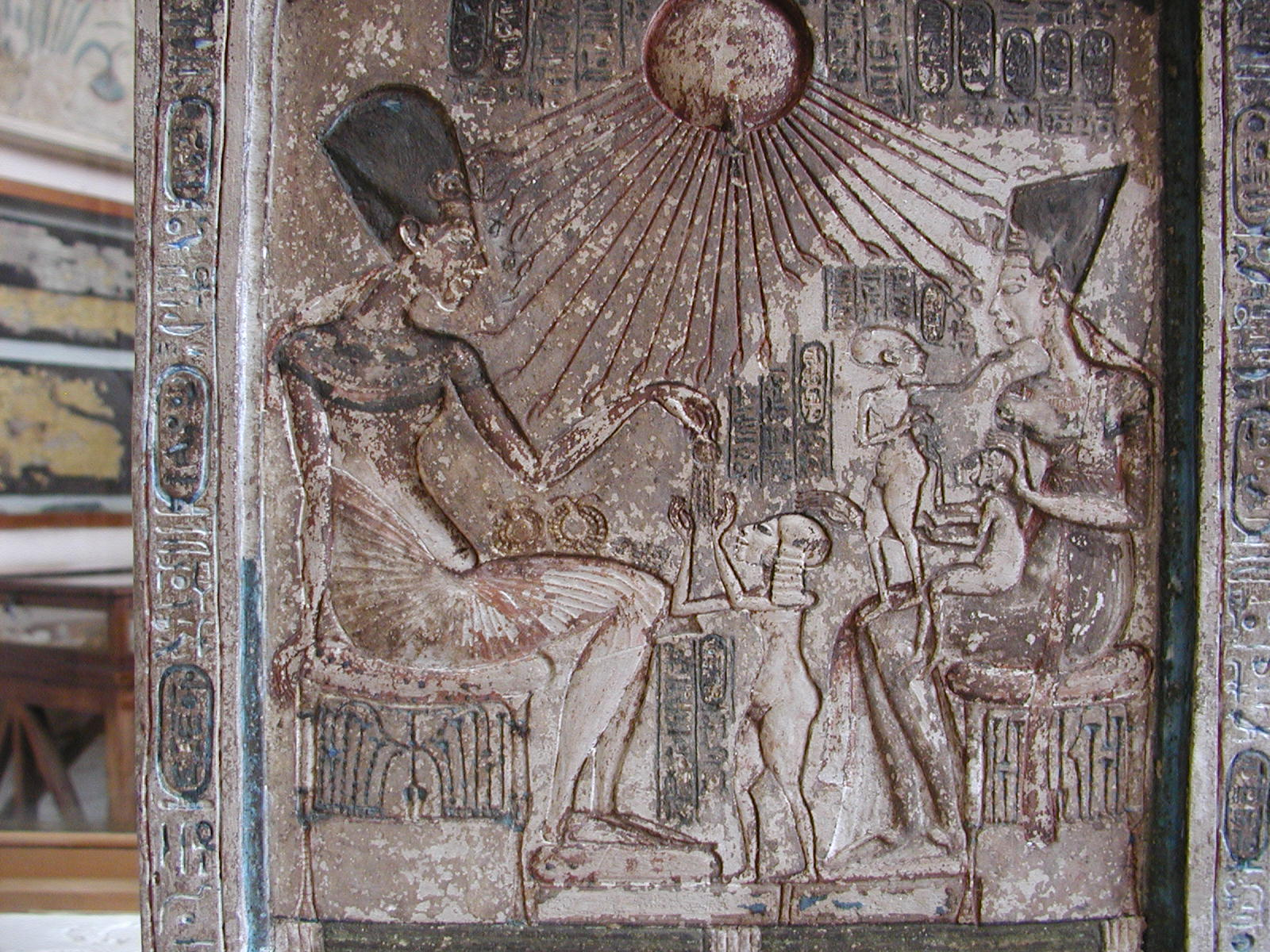
Эхнатон и его семья. Каирский складной алтарь, XIV век до н.э. Каирский музей. Египет

Время расцвета древнеегипетского рельефа — эпоха Нового Царства. В этот период меняется эстетический идеал в искусстве Египта: на смену тяжеловесной бесстрастной статичности приходят лирические жанры во всех видах искусства, на первый план выдвигаются критерии изысканности, изящества и большей свободы выразительности. Обычными становятся изображения фигур в различных поворотах, передача пространственных планов. Шедевром свободы и эмоциональности в рельефных изображениях эпохи является композиция «Плакальщицы» из гробницы в Мемфисе. Утончённый рельеф отличает рельефы амарнского периода. В дальнейшем рельеф испытывает воздействие усиливающихся тенденций декоративности (рельефы эпохи Тутанхамона), академизма (изображения Сети I). Возвращения к строгим требованиям канона после краткого времени стилистического обновления в амарнский период потребовало от мастеров величайшего чувства меры и сбалансированности между древними и новыми приёмами. Поздний период отмечен множеством выдающихся произведений. Но тем не менее в искусстве рельефа достижения времён Амарны превзойдены не были.
Искусство Среднего Царства стремится к большей лёгкости и естественности пропорций, именно в эту эпоху рельеф становится несколько менее статичным, чем в культуре Древнего Царства.

## Техника

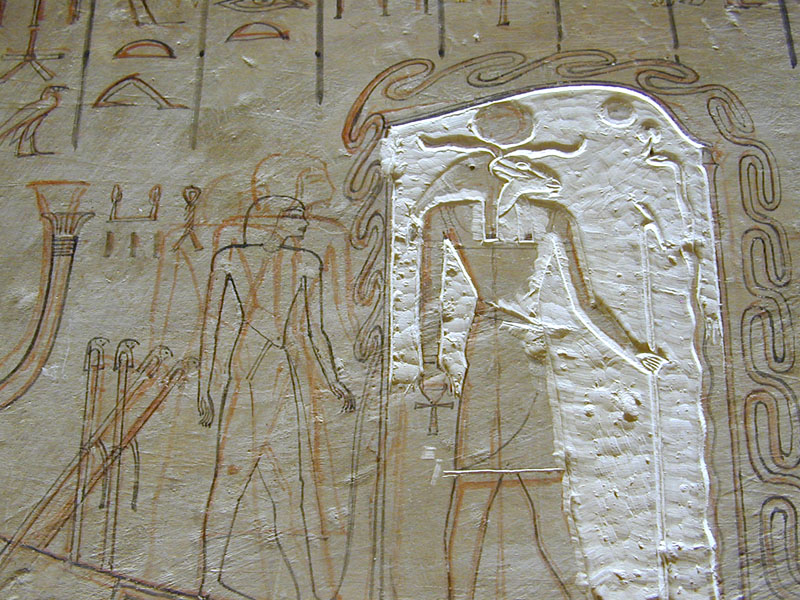
Неоконченная роспись в гробнице (KV57) Хоремхеба (XV век до н. э.), по которой можно проследить этапы нанесения рельефа

Рельеф, украшавший поверхность, не должен был разрушать её фактуру, в связи с чем высота древнеегипетского рельефа невелика, иногда меньше одного миллиметра. Перспектива и пространственные планы отсутствуют, ракурсы в изображении фигур не используются. Групповые сцены всегда развёртываются в одну линию по типу фриза: таких поясов-фризов обычно бывает несколько. Плоский силуэт рисунка подчёркнут обобщённым контуром, близким к геометризованному. Роспись по рельефу покрывает ровным слоем его участки, при этом традиция использования чистых контрастных цветов на долгие века остаётся незыблемой. Основной замысел рельефных композиций той или иной гробницы принадлежал начальнику работ; остальные мастера выполняли отдельные рельефы или переносили на стены уже готовые эпизоды, основываясь на эскизах меньшего масштаба. На подготовленную стену наносились прорисовки будущей композиции, после чего мастера вырезали контуры и расписывали рельеф кистями.

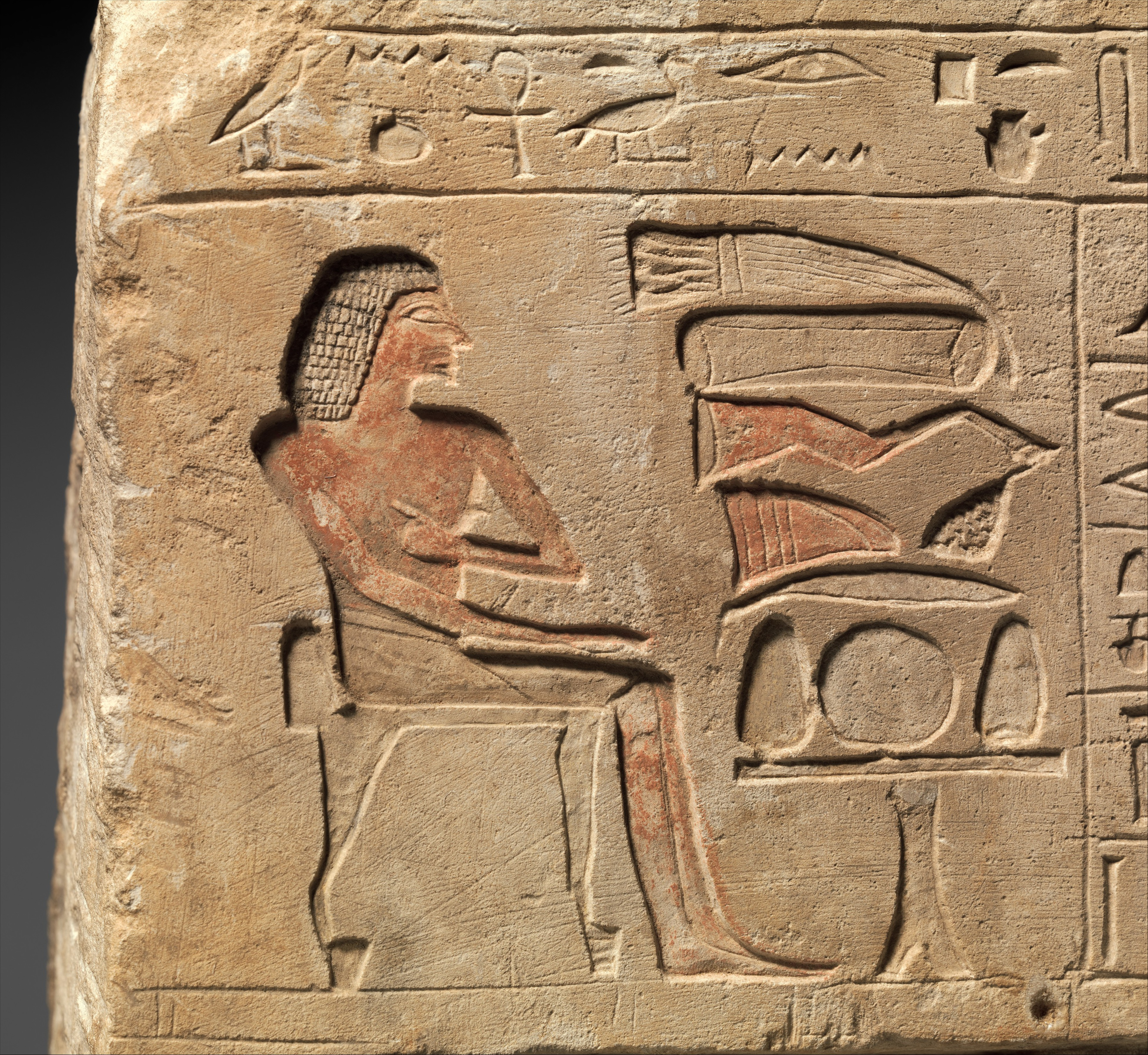
Рельеф из гробницы генерала Сехетепибра, ок. 1802 –1640 годы до н.э. (XIII династия)

Техника рельефа включала в себя три этапа: рисунок краской на подготовленной плоскости, выборка рельефа и окончательная раскраска. В росписях использовались минеральные краски: охра красная, охра жёлтая, зелёная — тёртый малахит, синяя — лазурит, и чёрная — сажа. Содержание росписей и рельефов в захоронениях Древнего царства можно разделить на два типа: прославляющие фараона, описывающие его великие деяния, совершённые им в земной жизни, его подданных, а также более редкие росписи, посвящённые таинственной будущей жизни, «жизни вечной и вечному блаженству».
В искусстве Древнего Египта применялись два типа рельефа — барельеф, на котором фон вокруг фигур удалялся, и контррельеф, с углубленным контуром, но сохранённым фоном. Внутри контура рисунка мастер мог моделировать изображение. Однако на всех этапах работы он был связан целой системой правил. Каждая фигура сочетает фрагменты изображений, данных в различном ракурсе, с разных точек зрения: торс изображается в фас или в три четверти, голова и ноги — в профиль. Этот подход к изображению, обусловленный каноническими правилами, придаёт особый характер пластике фигур и передаче движения в древнеегипетском рельефе. Очень незначительна мера варьирования поз и движения различных фигур на многофигурных композициях-фризах. Это придаёт рельефу настроение неторопливой, спокойной последовательности. Кроме того, такая композиция особенно естественно связывалась с плоскостью стены, подчеркивая её строгую и гладкую поверхность.
Египетские художники никогда не забывали о необходимости целостности, органичности всего ансамбля, и всегда одно искусство как бы вырастало из другого. Рельеф обычно раскрашивался и надписывался иероглифами. Это был синтез трёх искусств — архитектоника, организующая пространство не только стены, но и перед стеной, скульптурная моделировка объёма, и живопись в расцвечении цветами реального мира.